# Fête de l'ours de Prats-de-Mollo-la-Preste
La fête de l’ours de Prats-de-Mollo-la-Preste ou El Dia dels Óssos (Jour des ours) est une pratique festive se déroulant annuellement à la fin de l’hiver à Prats-de-Mollo-la-Preste (Pyrénées-Orientales, Occitanie). 
La fête de l'ours est inscrite à l'Inventaire du patrimoine culturel immatériel en France dans le cadre de la pratique des "Fêtes de l'ours du Haut-Vallespir".
En 2021, les trois fêtes de l'ours en Vallespir sont annulées en raison de la pandémie de Covid-19 en France.
Le 29 novembre 2022, les fêtes de l’Ours dans les Pyrénées d'Andorre et de France sont inscrites au Patrimoine culturel immatériel de l'UNESCO.

## Description de la fête
Trois groupes se partagent les festivités : les trois Ours, les Chasseurs et les Barbiers. Les ours sont reconnaissables par les peaux de mouton sur leur dos. Les Barbiers sont généralement des hommes mûrs. Les trois groupes regroupent finalement une trentaine d’hommes entre 18 et 55 ans. Cela marque une confrontation entre les générations[pas clair] qui ne se voit que dans les fêtes de l’ours de Prats. La chasse dure deux heures durant lesquelles les ours parcourent la ville, attrapent des filles, les barbouillent de suie.
La scène finale du rasage regroupe les Ours et les Barbiers sur la place du Foirail, place principale du village, sous le regard de la population. 
La fête de l’Ours est la première fête du cycle carnavalesque, qui se poursuit sur les quatre jours suivants.

## Déroulement de la fête
- Matin : les Ours et Chasseurs se retrouvent dans les cafés du village, tandis que les Barbiers, puis monte au Fort Lagarde le château respectif de Prats de mollo .

- Remise de la patte d’ours par le maire d’Arles-sur-Tech, qui lui-même l’a reçue du maire de Saint-Laurent-de-Cerdans, pour ouvrir la fête. Ces trois villes sont les seules à pratiquer encore les fêtes de l’ours dans les Pyrénées. Des danses sont alors lancées. D'abord le contrepas, ronde ouverte mêlant les acteurs de la fête et la population masculine de la ville. Elles sont suivies par des sardanes, rondes fermées, mêlant hommes et femmes, auxquelles chacun peut participer.

- Midi : les Ours et les Chasseurs montent au fort Lagarde, fort construit par Vauban, pour se rassasier de grillades, tandis que les Barbiers attendent les ours dans les bars de la ville.

- 13 h 30 : la préparation des Ours commence au fort sous le regard du public. Ils sont recouverts de peaux de moutons et enduits sur tout le corps d’un mélange d’huile et de suie. Cette préparation se fait en musique, généralement avec des instruments traditionnels catalans. L’ « Air de l’Ours » est joué et suivra la course des ours toute la journée. Le public chante également l’air en huant les Ours pour les provoquer. Lors de la préparation, les animaux s’échauffent pour leur longue course en défiant un Chasseur avec un bâton. Pour marquer la fin de leur préparation, les Ours poussent un grognement semblable au cri de l’animal pour annoncer le départ de leur fuite à travers les rues de la ville. Ce grognement est attendu par les spectateurs, qui l’acclament vivement. Tout au long de cette étape de préparation et lors du départ de la course, il y une interaction intense entre les ours et les spectateurs, qui les narguent avant d’être attaqués plus bas dans la ville.

Dans la ville, les Chasseurs désignent aux Ours des personnes à « mâchurer », c'est-à-dire tracer ou enduire de noir. Ce sont souvent les jeunes filles qui y sont exposées, ou les hommes à honorer. La marque noire de l’Ours est un honneur pour l’habitant, il la présente ensuite comme un trophée. 
Durant toute la course, les Chasseurs sont en fait les alliés des ours et non leurs ennemis. Ils les assistent en les ravitaillant en mixture noire pour le mâchurage, mais aussi en boisson…
- 16 h 30 : les Ours arrivent sur la place du Foirail où les attendent les Barbiers vêtus et maquillés de blanc. Ils sont neuf, divisés en trois groupes de trois, chacun s’attribuant un ours à attraper. L’Ours arrive souvent à s’échapper pour mâchurer le public. Ces scènes sont souvent chaotiques, tout le monde court, les Ours sont trainés au sol, les gens crient, tandis que les musiciens continuent à jouer.

Finalement, les trois Ours sont réunis au centre de la place. Les musiciens jouent l’ « Air des Barbiers », tandis que ceux-ci commencent leur travail de rasage. Les Ours sont dépouillés et leurs costumes sont jetés au public. Tous les participants se mettent alors à danser, suivis par le public, et à la tombée de la nuit, la fête se poursuit dans les cafés et les bars de la ville. 
Les jours suivants achèvent le cycle carnavalesque.